# Miyao Koichi
Miyao Koichi (宮尾 孝一 Miyao Kōichi, sinh ngày 15 tháng 6 năm 1993) là một cầu thủ bóng đá người Nhật Bản. Anh thi đấu cho YSCC Yokohama.

## Thống kê câu lạc bộ
Cập nhật đến ngày 20 tháng 2 năm 2018.
| Thành tích câu lạc bộ | Thành tích câu lạc bộ | Thành tích câu lạc bộ | Giải vô địch | Giải vô địch | Cúp                   | Cúp                   | Tổng cộng | Tổng cộng |
| Mùa giải              | Câu lạc bộ            | Giải vô địch          | Số trận      | Bàn thắng    | Số trận               | Bàn thắng             | Số trận   | Bàn thắng |
| Nhật Bản              | Nhật Bản              | Nhật Bản              | Giải vô địch | Giải vô địch | Cúp Hoàng đế Nhật Bản | Cúp Hoàng đế Nhật Bản | Tổng cộng | Tổng cộng |
| --------------------- | --------------------- | --------------------- | ------------ | ------------ | --------------------- | --------------------- | --------- | --------- |
| 2016                  | YSCC Yokohama         | J3 League             | 19           | 0            | –                     | –                     | 19        | 0         |
| 2017                  | YSCC Yokohama         | J3 League             | 17           | 1            | 1                     | 1                     | 18        | 2         |
| Tổng                  | Tổng                  | Tổng                  | 36           | 1            | 1                     | 1                     | 37        | 2         |